# Overproductiecrisis

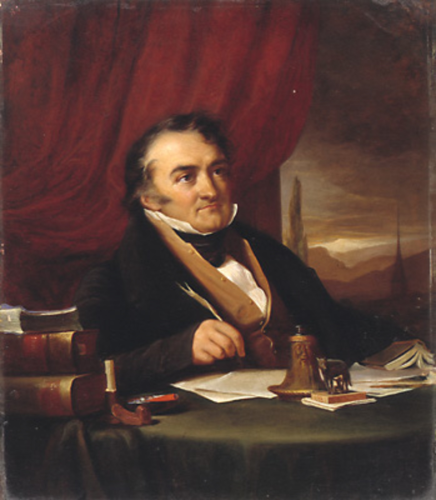
Jean Charles Léonard de Sismondi

Een overproductiecrisis of onderconsumptiecrisis is een economische crisis die ontstaat ten gevolge van de situatie dat er meer goederen geproduceerd zijn dan dat er verkocht worden. De theorie van overproductiecrisis is bedacht door Jean Charles Léonard de Sismondi in zijn boek Économie Politique (1815) en heeft deze theorie verder uitgewerkt in zijn boek Nouveaux Principes D’Économie Politique (1819). Volgens Sismondi is overproductie hetzelfde als onderconsumptie, want een situatie waarin er meer goederen geproduceerd zijn dan dat er verkocht worden, betekent tegelijkertijd dat er te weinig geconsumeerd wordt om alle geproduceerde goederen te verkopen.

## De crisistheorie van Sismondi
Volgens Sismondi ontstaat een economische crisis door een situatie dat het aanbod van bepaalde goederen hoger is dan de effectieve vraag naar deze goederen. Sismondi noemde deze situatie overproductie of onderconsumptie. De effectieve vraag naar goederen wordt bepaald door de behoeftes van mensen die genoeg koopkracht hebben om deze behoeftes te vervullen. (In de keynesiaanse economische theorie heeft effectieve vraag een andere betekenis.) Volgens Sismondi ontstaat een crisis als er meer producten zijn voortgebracht dan dat er koopkracht voorhanden is om ze winstgevend te verkopen. Er is geen overproductie met betrekking tot de werkelijke behoeften van de mensheid, maar een overproductie met betrekking tot de koopkracht van de bevolking.
Sismondi beweerde dat overproductie ontstaat door twee acties van de ondernemer om de winst te vergroten. De ondernemer wil de arbeidskosten verminderen en tegelijkertijd wil hij meer producten verkopen. De ondernemers verlagen de lonen van de arbeiders of laten de lonen niet mee stijgen met de inflatie, waardoor de arbeiders minder goederen kunnen kopen. Tegelijkertijd investeren bedrijven om de productie te verhogen. De consumptie daalt door de loonsverlagingen en de inflatie, terwijl de productie verhoogd wordt.

#### Loonsverlaging
Bedrijven proberen een zo groot mogelijk marktaandeel te krijgen ten koste van hun concurrenten. Een manier om het marktaandeel te vergroten is het verlagen van prijzen. De ondernemers proberen de lonen te verlagen om de prijzen te verlagen en tegelijkertijd de winst hetzelfde te houden. Loonsverlaging is mogelijk als het aanbod van werkzoekenden groter is dan de vraag naar arbeid door bedrijven. Echter een loonarbeider is niet alleen een producent, maar ook een consument. Door loonsverlagingen gaat de totale koopkracht van de bevolking achteruit.

#### Productietoename
Daarnaast streven ondernemers om meer goederen te produceren. Een ondernemer heeft onvolledig kennis over de toekomstige markt. Voor een ondernemer is de effectieve vraag van de toekomst niet te voorspellen, omdat hij de toekomstige smaken, koopkracht en de behoeftes niet kan kennen. Daarnaast weet een fabrikant ook niet wat het toekomstige aanbod zal zijn, omdat een fabrikant niet weet hoeveel zijn concurrenten gaan produceren. Bijvoorbeeld als een stoelenfabrikant verwacht dat de vraag naar stoelen gaat verdubbelen in twee jaar, dan investeert hij geld om zijn productiecapaciteit te vergroten. Het kost veel tijd om fabrieken en machines te bouwen. Als zijn concurrenten hetzelfde gedaan hebben dan kan twee jaar later de effectieve vraag naar stoelen misschien verdubbeld zijn, maar kan het totaal aantal gemaakte stoelen bijvoorbeeld wel drie keer zo groot zijn geworden. In dat geval overschrijdt het aanbod van stoelen de effectieve vraag.

#### Verloop van de crisis
Door productietoename en koopkrachtdaling kan in bepaalde bedrijfstakken overproductie ontstaan. De getroffen bedrijfstakken verminderen hun productie en ontslaan arbeiders. Leveranciers aan de getroffen bedrijfstak verdienen hierdoor ook minder geld. De lonen in het land kunnen dalen door dat de werkloosheid stijgt en het aanbod van arbeid groter wordt dan de vraag naar arbeid. Door dat werknemers minder geld verdienen, kunnen ze ook minder geld uitgeven, zodat andere bedrijfstakken minder spullen kunnen verkopen. Om de producten toch te kunnen verkopen, verlaagt iedere ondernemer zijn prijs en de lonen van zijn werknemers. Hierdoor verdienen arbeiders minder geld en kunnen minder producten kopen. Als de koopkracht van de bevolking van een bepaald land daalt, kunnen andere landen minder exporteren naar het land. Hierdoor kunnen andere landen ook in crisis komen.

### Andere factoren
Er zijn andere factoren die invloed hebben op overproductiecrisissen, zoals:

•	Export

•	Overheidsbeleid

•	Krediet

## Marxistische economie
Karl Marx heeft nooit een afgewerkte crisistheorie geformuleerd en daardoor bestaan er verschillende marxistische crisistheorieën.
Volgens sommige marxisten – zoals Toegan-Baranovski – is de crisistheorie van Marx een overinvesteringcrisis. Volgens deze theorie wordt er te veel geld geïnvesteerd in productiemiddelen, maar later blijkt deze investering niet rendabel te zijn omdat de productiecapaciteit niet overeenkomt met de consumptie. Er is dan sprake van overproductie van productiemiddelen.
Andere marxisten – zoals Rosa Luxemburg – verklaren crises door een gebrek aan koopkracht aan de kant van de arbeidersklasse.
Weer anderen – zoals Henryk Grosmann – stellen dat Marx vond dat een economische crisis niet wordt veroorzaakt door overproductie en onderconsumptie. Volgens hen dacht Marx dat een crisis ontstaat door de tendentiële daling van de winstvoet.

## Spaaroverschot-theorie
Volgens John A. Hobson ontstaat een economische crisis als ondernemers en consumenten te veel sparen en te weinig uitgeven.